# Månvarv

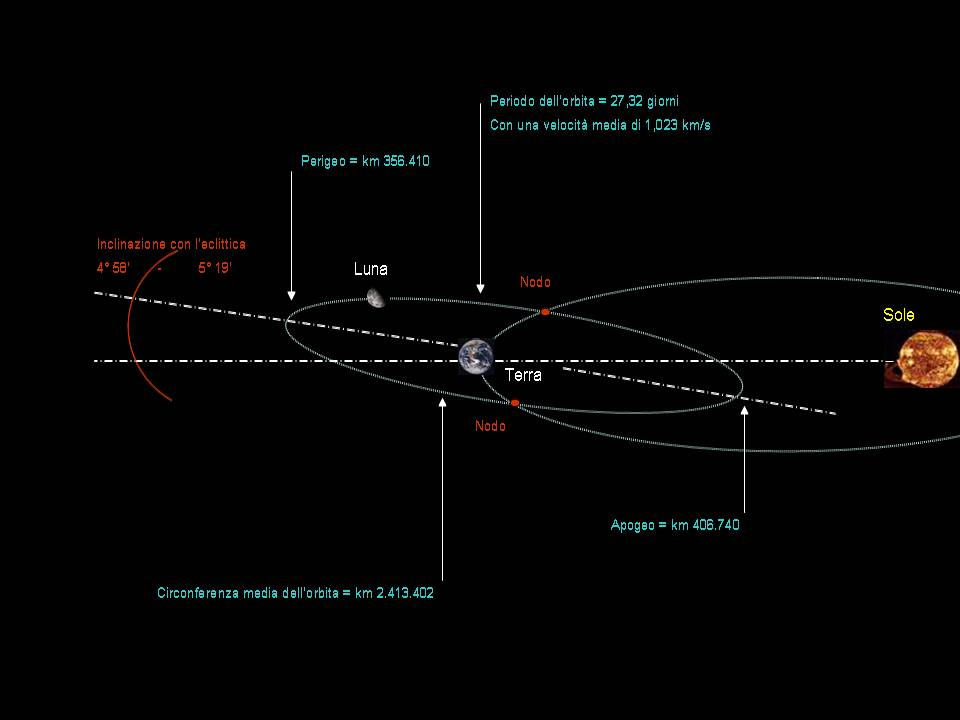
Månens omloppsbana

Ett månvarv definierat som månens omlopp i förhållande till stjärnorna d.v.s. den genomsnittliga sideriska månaden har definierats av International Astronomic Union för den 1 januari 2000 till 27,32166156  (jord)dygn. Det motsvarar, tvärt emot vad man kan tro, inte månens alla faser. Tänker man sig att månen vid fullmåne befinner sig i en viss stjärnbild och så låter man 27 dygn passera så befinner sig månen i samma stjärnbild, men den är ännu inte full.
Inte förrän två dygn senare är det fullmåne igen, men stjärnhimlen är nu förskjuten nästan 30 grader från föregående fullmåne. Månens alla faser (nymåne, halvmåne, nedan och fullmåne, en genomsnittlig synodisk månad) har definierats av IAU för den 1 januari 2000 till 29,5305888844  jorddygn (faktisk variation från år 1600 till år 2600 är mellan 29,27 och 29,83 dygn, det vill säga över ett halvt dygn) vilket samtidigt är dygnets längd på månen (lunationen).